# Scemo & più scemo - Iniziò così...
Scemo & più scemo - Iniziò così... (Dumb and Dumberer: When Harry Met Lloyd) è un film del 2003, prequel del film del 1994 Scemo & più scemo, con Jeff Daniels e Jim Carrey, di cui Derek Richardson e Eric Christian Olsen ereditano i ruoli di Harry e Lloyd.

## Trama
È il 1986, quando due ragazzi molto particolari, Harry Dunne e Lloyd Christmas, si incontrano per caso accidentalmente mentre stanno andando al loro primo giorno di liceo. Harry studia con la mamma maestra e Lloyd ha il padre bidello di un istituto, dopo che è stato adottato e scambiato molte volte. Intanto, il preside Collins cerca in ogni modo di rubare soldi allo stato e l'occasione è intascarsi una borsa di studio data agli istituti con programmi per ragazzi "speciali", per poi scappare alle Hawaii con Miss Heller, la signora della mensa sua complice. Vedendo Harry e Lloyd issati su un pennone per mano di Turk, il bullo della scuola, il preside Collins decide di istituire una falsa classe per "bisogni speciali" (in realtà dei nullafacenti con un apparente programma alternativo) per truffare 100.000 dollari a un ex studente con bisogni speciali, Richard Moffit. Ovviamente, i due ragazzi ci cascano e reclutano tra gli studenti il riluttante Turk, un ragazzo storpio di nome Toby, la di lui fidanzata Terri, Lewis il nerd, la cinese Cindy (che poi diverrà fidanzata di Turk), e Carl un giocatore di football malamente infortunato e ossessionato dal suo sport; la classe sarà gestita dalla Heller.
Incuriosita dall'improvviso interesse da parte del preside, la giovane Jessica Matthews, altra studentessa e membro della gazzetta del liceo, invita Harry a casa sua per chiederle informazioni. A casa di lei succede un disastro nel bagno a cui si aggiunge una tavoletta di cioccolato sciolta che viene scambiata per feci da Walter, padre di Jessica; Harry litiga con Lloyd, in quanto gli aveva chiesto consigli per un appuntamento, ma poi si riappacificano scoprendo che l'uno non vale niente senza l'altro. Giunti nell'ufficio di Collins, trovano il suo baule e con esso le prove del loro imbroglio e se li portano via. Quando il giorno dopo il preside vede che il baule è sparito, decide di rinchiudere Jessica in casa sua nel tentativo di interrogarla.
Nel frattempo, la classe dei nullafacenti costruisce un gonfiabile di George Washington per la parata del Ringraziamento, ma Harry e Lloyd lo modificano facendolo somigliare al preside Collins, e il cambiamento viene accettato dagli alunni dopo che scopre le prove dell'imbroglio del preside, chiamando la polizia e programmando anche di farlo trainare dall'autobus speciale della classe. Durante la parata, il sovrintendente del distretto scolastico si finge Richard Moffit, in modo che il preside Collins accetti la sovvenzione. Alla fine, la classe dei nullafacenti porta fuori il gonfiabile e dimostra che il preside Collins e la signorina Heller sono ladri, mettendo le loro registrazioni negli altoparlanti ed esponendo così il loro complotto. Collins ed Heller tentano così la fuga salvo poi venire arrestati. Jessica è grata a Harry e Lloyd e li considera degli eroi, ma proprio come nel film originale, nonostante le avances del duo a Jessica, si scopre che ella ha un fidanzato, il quale elogia i due per aver svelato il complotto e se ne va con Jessica.
Harry e Lloyd giurano di non litigare mai più e rischiare la loro amicizia per una donna, ma mentre tornano a casa arrivano le gemelle Felcher in macchina che chiedono di essere loro accompagnatrici; dopo che i due discutono su chi prende chi, alla fine Lloyd rifiuta e le Felcher se ne vanno, con tanto di scarica di fango che verrà poi equivocamente scambiato per feci da Walter, con cui Harry aveva già fatto una figura degna di lui.

## Produzione
Il film è stato girato fra: Los Angeles, Atlanta, alla Walton High School di Marietta ed all'Atlanta International School di Buckhead.

## Critica
Questa pellicola, alla sua uscita, risultò un flop clamoroso ai botteghini pur guadagnando più di quanto speso per realizzarla; acquisì popolarità soltanto qualche anno più tardi, ma non raggiunse mai il successo sperato.
Il film ha ricevuto durante l'edizione dei Razzie Awards 2003 tre nomination come peggior sceneggiatura per Robert Brener e Troy Miller, peggior coppia per Eric Christian Olsen e Derek Richardson e peggior remake o sequel.